# Enosburg
Enosburgh è un comune degli Stati Uniti d'America, situato nello Stato del Vermont, nella contea di Franklin.

## Evoluzione demografica
Al censimento del 2000 erano presenti a Enosburgh 2788 persone divise in 1058 famiglie.

### Razze
- 95,80% Bianchi
- 1,76% Nativi americani
- 0,72% Ispanici
- 0,22% Asiatici
- 0,14% Neri